# I Know You're Out There Somewhere
I Know You're Out There Somewhere è una canzone del 1988 dei Moody Blues, presente nell'album Sur La Mer, composta dal chitarrista del gruppo Justin Hayward.
È il seguito del video/single di successo Your Wildest Dreams del 1986, dall'album The Other Side of Life.